# Takao Orii
Takao Orii (jap. 折井 孝男, Orii Takao) ist ein ehemaliger japanischer Fußballspieler und -trainer.

## Karriere
1984 betreute er die Japanische Fußballnationalmannschaft der Frauen.